# 第75回日本選手権競輪
第75回日本選手権競輪（だい75かい にほんせんしゅけんけいりん）は、2021年5月4日から9日まで、京王閣競輪場にて開催された、競輪のGI競走である。優勝賞金は6,956万円（副賞込み）。

## 2年ぶりの日本選手権競輪開催
前年の第74回大会は、開催直前の4月24日に開催中止が決定したため、今大会は2年ぶりの開催となった。

## 決勝戦

### 競走成績
- 5月9日（日） 16:40 第11レース[2][3]
- 誘導員…柴田洋輔（東京）

| 着 | 車番 | 選手       | 齢 | 登録地 | 級 班 | 着差    | 決まり手 | 上がり (秒) | H/B | 特記                             |
| -- | ---- | ---------- | -- | ------ | ----- | ------- | -------- | ----------- | --- | -------------------------------- |
| 1  | 3    | 松浦悠士   | 30 | 広島   | SS    |         | 差し     | 11.4        | S   | 走注（斜行）                     |
| 2  | 2    | 郡司浩平   | 30 | 神奈川 | SS    | 微差    | マーク   | 11.3        |     | 重注（外帯線内進入）走注（押圧） |
| 3  | 9    | 佐藤慎太郎 | 44 | 福島   | SS    | 微差    |          | 11.2        |     | 走注（押圧）                     |
| 4  | 5    | 浅井康太   | 36 | 三重   | S1    | 3/4車輪 |          | 11.1        |     |                                  |
| 5  | 4    | 武藤龍生   | 30 | 埼玉   | S1    | 1車身   |          | 10.9        |     |                                  |
| 6  | 1    | 平原康多   | 38 | 埼玉   | SS    | 1/2車身 |          | 11.1        |     |                                  |
| 7  | 7    | 清水裕友   | 26 | 山口   | SS    | 1/2車身 |          | 11.8        | JHB | 走注（内圏線 ×2）                |
| 8  | 8    | 眞杉匠     | 22 | 栃木   | S2    | 1車身   |          | 11.4        |     | 走注（押上げ）                   |
| 9  | 6    | 松岡健介   | 42 | 兵庫   | S1    | 2車身   |          | 11.6        |     |                                  |

### 配当金額
- 上段：複式、下段：単式

| 2枠連     | 2枠連       | 2車連       | 2車連       | 3連勝        | 3連勝        | ワイド          | ワイド                        |
| 62,441票  | 62,441票    | 185,894票   | 185,894票   | 921,203票    | 921,203票    | 88,266票        | 88,266票                      |
|           |             |             |             |              |              |                 |                               |
| 2=3       | 690円 (4)   | 2=3         | 660円 (2)   | 2=3=9        | 1,120円 (2)  | 2=3 3=9 2=9     | 260円 (2) 410円 (6) 390円 (5) |
| 3-2       | 1,350円 (4) | 3-2         | 1,260円 (1) | 3-2-9        | 3,880円 (2)  | 2=3 3=9 2=9     | 260円 (2) 410円 (6) 390円 (5) |
|           |             |             |             |              |              |                 |                               |
| 101,976票 | 101,976票   | 1,349,902票 | 1,349,902票 | 11,837,981票 | 11,837,981票 | 計 14,547,663票 | 計 14,547,663票               |

## 特記事項
- 京王閣でのGI開催は、三谷竜生が制覇した2017年の第71回日本選手権競輪以来で、日本選手権単独としては4年ぶり3回目。

- 今開催はCOVID-19の影響で、当初は事前申し込みによる入場許可証を持つ者のみ入場可能とする入場制限を行った上での開催予定であったが（入場許可証は既に発送済みだった）、東京都に緊急事態宣言が再発令された事もあり、開催直前の4月26日に日本選手権競輪としては史上初の無観客に変更となった[9]。また、一部の競輪場[注 1]や場外[注 2]では同様の理由で当初予定されていた場外発売が取りやめとなった（新型コロナウイルスに伴う影響）。

- 大会メインビジュアルは、野性爆弾のくっきー!が作成した[10]。

- 地上波の決勝戦中継は「坂上忍の勝たせてあげたいTV 第75回日本選手権競輪」《日本テレビ系列全国ネット》[11][12]。なお、今回は直前に放送されたワールドレディスチャンピオンシップ サロンパスカップ最終日の生中継との兼ね合いで、16:25 - 17:20で放送された。この関係で、決勝戦の発走時間も16:40とされた。

- シリーズ全体での売上目標は125億円であったが、シリーズ六日間の総売上は121億6719万4600円に留まり目標には届かなかった。また、上記の通り京王閣本場の無観客などが影響し、前々年（2019年・第73回）比で89.6%に留まった[13]。なお、日本選手権競輪の売り上げが127億円を下回ったのは、清嶋彰一が優勝した第38回日本選手権競輪（1985年）以来36年ぶりの事になった。
  - 55億8708万0300円 - 場外
  - 65億8011万4300円 - 電話・インターネット投票
  - 121億6719万4600円 - 計

### 競走データ
- 中止となった前年の第74回大会は、正選手として出場契約を締結していた選手162名については出場したとみなし、日本選手権競輪連続出場記録に加算することとなった。そのため今大会では、伏見俊昭が連続25回出場として、荒井崇博と吉田敏洋が連続20回出場（荒井は今大会が連続21回出場）として、それぞれ表彰された[14]。

- S班選手のうち脇本雄太と新田祐大は、この年に行われる予定の東京オリンピック自転車競技トラック種目出場に専念している関係で2月の全日本選抜同様不参加の扱いとなっている。また、ナショナルチーム所属の深谷知広と松井宏佑も活動を優先する為、欠場となっている。

- 日本選手権競輪で優勝すればグランドスラムとなる山崎芳仁は、1次予選7着で敗退した。

- GI初優出となったのは、武藤龍生と眞杉匠。眞杉はGIの正規参戦としては今回が初[15]。このほか、松岡健介が7年ぶりのGI優出となった[16]。